# Zwei Herzen auf der Flucht
Zwei Herzen auf der Flucht ist eine US-amerikanische Krimikomödie aus dem Jahr 1934 von Richard Boleslawski mit Robert Montgomery und Madge Evans in den Hauptrollen. Der Pre-Code-Film wurde von Metro-Goldwyn-Mayer produziert und basiert auf einer Originalstory von Ferdinand Reyher von Frank Wead.

## Handlung
Um der Aufmerksamkeit des in sie vernarrten Gangsters Legs Caffey zu entgehen, der sie nach Atlantic City bringen will, leiht sich die New Yorker Chorsängerin Letty Morris Geld von ihren Chorkolleginnen und fährt mit dem Bus nach Los Angeles. Bevor sie jedoch einsteigen kann, wird sie von dem entschlossenen Legs abgefangen, der eine Fahrkarte kauft und sich neben sie setzt. In dieser Nacht gerät der Bus das Chaos eines Gefängnisausbruchs, bei dem der Busfahrer in den Arm geschossen wird. In den Wirren des Ausbruchs flieht der Sträfling Paul Porter, der wegen eines umstrittenen Totschlags eine Haftstrafe verbüßt, aus dem Gefängnisgelände, holt den Bus mit einem gestohlenen Auto auf der Autobahn ein und springt auf die Gepäckablage des Busses. Während Polizeibulletins im ganzen Land verschickt werden, stiehlt Paul einen Anzug aus dem Koffer von Hector Withington und leiht sich Lettys Gepäck, um in Harrisburg in den Bus einzusteigen, indem er sich als Buspassagier namens Stephen Blaine ausgibt. Als Legs sieht, wie Paul am Bahnhof mit Letty spricht, beschließt er, seine Verfolgung fortzusetzen und beobachtet eifersüchtig ihre Aufmerksamkeiten gegenüber Paul.
Am nächsten Tag wird der Bus von einer Gruppe Polizisten angehalten, die zwei wegen Urkundenfälschung gesuchte Passagiere festnehmen. Als Legs Pauls Nervosität in Gegenwart der Polizei sieht, wird er misstrauisch und schlussfolgert bald seine Identität und seinen Diebstahl von Withingtons Anzug. Als Withington den Bus außerhalb von Pittsburgh verlässt, rät Legs Paul, abzuhauen, bevor Withington seine Sträflingsuniform in seinem Koffer findet. Nach einem schnellen Abschied von Letty flieht Paul aus dem Bus und springt kurz vor dem Eintreffen der Polizei auf einen vorbeifahrenden Güterzug. Am Bahnhof von St. Louis wird Letty von Pauls Wiederauftauchen überrascht, der ihr seine Liebe gesteht. Als Legs kurz abgelenkt ist, schleicht sich Letty davon und checkt mit Paul in einem Hotel ein. Legs folgt ihr jedoch dorthin und zwingt sie, nachdem er gedroht hat, Pauls Aufenthaltsort der Polizei zu verraten, mit ihm zu gehen. Durch einen Hotelpagen schmuggelt Letty Paul eine Warnung zu, der verschwinden kann,  kurz bevor der Polizei eintrifft. Als Legs von der Polizei verhört wird, gewinnt er, gerührt von Lettys Tränen, Zeit für Paul, indem er behauptet, er sei der Flüchtige.
Letty wird von dem Polizeidetektiv Daly gezwungen, zum Bus zurückzukehren, da er annimmt, dass sie ein Rendezvous mit Paul geplant hat. Daly weiß nicht, dass Paul dem Bus in einem gestohlenen Auto folgt. Als die Fahrt durch einen Schneesturm verzögert wird, können er und Letty mit dem verlassenen Bus fliehen. Auf der Flucht treffen Letty und Paul jedoch auf ein halb erfrorenes Kind, das ihnen erzählt, dass sein Schulbus gestrandet ist. Paul opfert seine eigene Chance auf Freiheit, hilft Letty, einen Bus voller verängstigter Kinder zu retten, und macht sich im Schneesturm auf die Suche nach dem vermissten Tony. Am nächsten Morgen werden die Kinder und Letty von einer Gruppe erleichterter Eltern aus den Schneewehen gegraben, Paul wird von Polizisten neben Tony zusammengekauert gefunden. Obwohl Paul von Daly erneut verhaftet wird, wird er bald für seine selbstlose Tapferkeit begnadigt und sieht einer glücklichen Zukunft mit Letty entgegen.

## Hintergrund
Gedreht wurde der Film vom 18. Oktober bis Ende November 1933 in Altoona sowie in den MGM-Studios in Culver City.
Laut einer Pressemeldung vom Oktober 1933 drehte MGM einen großen Teil des Films auf Fernstraßen und nutzte dabei zwei Busse als mobile Kulissen.
A. Arnold Gillespie oblag die künstlerische Leitung. Edwin B. Willis war für das Szenenbild zuständig. Verantwortlicher Toningenieur war Douglas Shearer.

## Synchronisation
Die deutsche Synchronfassung entstand 1992 im Auftrag der Interopa Film unter der Dialogregie von Jürgen Neu, der auch das Dialogbuch verfasste.
| Rolle             | Schauspieler      | Deutscher Synchronsprecher |
| ----------------- | ----------------- | -------------------------- |
| Paul Porter       | Robert Montgomery | Patrick Winczewski         |
| Letty Morris      | Madge Evans       | Liane Rudolph              |
| Hector Withington | Ted Healy         | Hans-Jürgen Wolf           |
| Legs Caffey       | Nat Pendleton     | Detlef Bierstedt           |
| Detective Daly    | C. Henry Gordon   | Henning Gissel             |

## Veröffentlichung
Die Premiere des Films fand am 5. Januar 1934 statt. In der Bundesrepublik Deutschland wurde er am 11. Januar 2000 im deutschen Fernsehen ausgestrahlt.

## Kritiken
Mordaunt Hall von der The New York Times beschrieb den Film als wilde Mischung aus Melodram und Komödie. Die Aktivitäten der Charaktere erzeugen eine robuste Art von Aufregung, bei der die Glaubwürdigkeit auf der Strecke bleibe. Regisseur Richard Boleslavski sorge dafür, dass diese Mischung aus Spaß und heißem Drama mit vielen raffinierten Wendungen und glücklichen Zufällen zügig voranschreite.
Das Lexikon des internationalen Films schrieb: „Weitgehend missglückter Komödienversuch, der unter vielen Unglaubwürdigkeiten und platten Dialogen leidet.“
Die Filmzeitschrift Cinema befand: „Gewagt erfunden.“